# Джеруто, Нора
Нора Джеруто Тануи (Norah Jeruto Tanui; род. 2 октября 1995) — кенийская и казахстанская бегунья. Специализируется на стипль-чезе. Выступая за Кению, стала победителем чемпионата Африки 2016 года. С 29 января 2022 года получила право представлять национальную команду Казахстана на международных стартах. На чемпионате мира 2022, представляя Казахстан, стала победительницей в забеге на 3000 м с/п, установив рекорд соревнований.

## Спортивная карьера
Нора Джеруто дебютировала в 2011 на африканском чемпионате по кроссу, где она финишировала шестой в забеге среди девушек младшего возраста. В том же году Нора победила на дистанции 2000 м с/п на чемпионате мира среди юношей и девушек, показав третий результат в истории для этого возраста. Во время финального забега Нора упала в яме с водой, но это не помешало ей выиграть. На юношеских Играх Содружества 2011 года Джеруто взяла «бронзу» в забеге на «гладких» 3000 м. В 2012 году она пропустила отбор на юниорский чемпионат мира. В 2015 году Джеруто отобралась в юниорскую команду на чемпионат мира по кроссу, но не смогла принять участие в соревнованиях.
В 2016 году Джеруто финишировала второй на чемпионате Кении, что дало ей путёвку на чемпионат Африки 2016 года. Нора выиграла старт на 3000 м с/п, показав лучшее время в своей карьере на этой дистанции и одновременно установив рекорд соревнований.
В 2017 году Нора присоединилась к легкоатлетическому клубу Алтай Атлетикс из Казахстана, где на тот момент уже было три спортсмена из Кении. Право выступать за сборную Казахстана на чемпионатах мира было получено только в 2022 году. Такие переходы стали нормой для кенийских атлетов ввиду высокой конкуренции внутри страны и лимитов на представительство на международных стартах.
28 мая на этапе Бриллиантовой Лиги в Юджине, где позже прошёл чемпионат мира по лёгкой атлетике 2022 года, показала третье время в истории и лучший результат сезона в мире на дистанции 3000 м с/п. Нора могла показать ещё более быстрые секунды, но в самом конце забега она сбросила скорость, потому что подумала, что уже пересекла финишную черту. Такой результат сделал Нору одной из фавориток предстоящего чемпионата мира.
Джеруто 6 раз выигрывала на этапах Бриллиантовой лиги, а в 2021 году победила в финале серии.
На летнем Чемпионате мира в американском Юджине стала победительницей в забеге на 3000 м с/п, опередив двух атлеток из Эфиопии. Джеруто преодолела дистанцию за 8.53,02, установив рекорд летних чемпионатов мира и показав лучшее время сезона в мире. После финиша Нора прыгнула в яму с водой (одно из препятствий на дистанции). К ней присоединились атлетки из Эфиопии, занявшие 2-е и 3-е место, а также талисман соревнований.